# Safouane Ben Salem
Pour les articles homonymes, voir Ben Salem.
Safouane Ben Salem, né le 26 février 1992 à Tunis, est un footballeur tunisien.
Il évolue au poste de milieu défensif au sein de son club formateur, l'Espérance sportive de Tunis, puis de la Jeunesse sportive kairouanaise et de l'Olympique de Béja.

## Palmarès
- Champion de Tunisie en 2011 et 2012 avec l'Espérance sportive de Tunis
- Ligue des champions de la CAF en 2011 avec l'Espérance sportive de Tunis